# Liste der Naturschutzgebiete im Landkreis Mecklenburgische Seenplatte
Im Landkreis Mecklenburgische Seenplatte gibt es 61 Naturschutzgebiete.
| Name des Gebietes                            | Bild           | Kennung | WDPA      | Landkreis / Stadt                                                      | Beschreibung / Bemerkungen | Standort | Fläche in Hektar | Datum der Verordnung |
| -------------------------------------------- | -------------- | ------- | --------- | ---------------------------------------------------------------------- | -------------------------- | -------- | ---------------- | -------------------- |
| Barschmoor                                   | weitere Bilder | N 87    | 162344    | Landkreis Mecklenburgische Seenplatte                                  |                            | Position | 33               | 1975                 |
| Beseritzer Torfwiesen                        | weitere Bilder | N 20    | 162398    | Landkreis Mecklenburgische Seenplatte                                  |                            | Position | 42               | 1943                 |
| Birkbuschwiesen                              | weitere Bilder | N 88    | 14381     | Landkreis Mecklenburgische Seenplatte                                  |                            | Position | 136              | 1975                 |
| Blüchersches Bruch und Mittelplan            |                | N 138   | 162463    | Landkreis Mecklenburgische Seenplatte                                  |                            | Position | 187              | 1994                 |
| Comthureyer Berg                             | weitere Bilder | N 89    | 162681    | Landkreis Mecklenburgische Seenplatte                                  |                            | Position | 13               | 1975                 |
| Conower Werder                               | weitere Bilder | N 57    | 162682    | Landkreis Mecklenburgische Seenplatte                                  |                            | Position | 54               | 1967                 |
| Damerower Werder                             | weitere Bilder | N 58    | 14370     | Landkreis Mecklenburgische Seenplatte                                  |                            | Position | 767              | 1998                 |
| Drewitzer See mit Lübowsee und Dreiersee     | weitere Bilder | N 196   | 102230    | Landkreis Mecklenburgische Seenplatte                                  |                            | Position | 1467             | 1994                 |
| Eichhorst im Schönbecker Wald                |                | N 101   | 162890    | Landkreis Mecklenburgische Seenplatte                                  |                            | Position | 228              | 1981                 |
| Erweiterung Galenbecker See                  |                | N 49B   | 378072    | Landkreis Vorpommern-Greifswald, Landkreis Mecklenburgische Seenplatte |                            | Position | 863              | 1993                 |
| Erweiterung Putzarer See                     |                | N 69B   | 378076    | Landkreis Mecklenburgische Seenplatte                                  |                            | Position | 58               | 1995                 |
| Feldberger Hütte                             |                | N 28    | 14376     | Landkreis Mecklenburgische Seenplatte                                  |                            | Position | 480              | 1994                 |
| Feuchtgebiet Waidmannslust                   |                | N 310   | 163064    | Landkreis Mecklenburgische Seenplatte                                  |                            | Position | 174              | 1996                 |
| Galenbecker See                              | weitere Bilder | N 49A   | 14365     | Landkreis Vorpommern-Greifswald, Landkreis Mecklenburgische Seenplatte |                            | Position | 1031             | 1967                 |
| Großer Schwerin mit Steinhorn                | weitere Bilder | N 90    | 14372     | Landkreis Mecklenburgische Seenplatte                                  |                            | Position | 415              | 1975                 |
| Grundloser See bei Ahrensberg                |                | N 91    | 163400    | Landkreis Mecklenburgische Seenplatte                                  |                            | Position | 45               | 1994                 |
| Hauptmannsberg                               | weitere Bilder | N 60    | 163557    | Landkreis Mecklenburgische Seenplatte                                  |                            | Position | 47               | 1967                 |
| Heilige Hallen                               | weitere Bilder | N 7     | 163598    | Landkreis Mecklenburgische Seenplatte                                  |                            | Position | 67               | 1993                 |
| Hellberge                                    | weitere Bilder | N 99    | 81859     | Landkreis Mecklenburgische Seenplatte                                  |                            | Position | 47               | 1994                 |
| Hellgrund                                    |                | N 10    | 163628    | Landkreis Mecklenburgische Seenplatte                                  |                            | Position | 20               | 1939                 |
| Hinrichshagen                                | weitere Bilder | N 61    | 14368     | Landkreis Mecklenburgische Seenplatte                                  |                            | Position | 996              | 1967                 |
| Hullerbusch und Schmaler Luzin               | weitere Bilder | N 75    | 14377     | Landkreis Mecklenburgische Seenplatte                                  |                            | Position | 344              | 1967                 |
| Kalkhorst                                    |                | N 36    | 163984    | Landkreis Mecklenburgische Seenplatte                                  |                            | Position | 78               | 1961                 |
| Kalk-Zwischenmoor Wendischhagen              | weitere Bilder | N 283   | 163979    | Landkreis Mecklenburgische Seenplatte                                  |                            | Position | 52               | 1994                 |
| Keetzseen                                    |                | N 288   | 164044    | Landkreis Mecklenburgische Seenplatte                                  |                            | Position | 327              | 1994                 |
| Klein Vielener See                           |                | N 266   | 164112    | Landkreis Mecklenburgische Seenplatte                                  |                            | Position | 164              | 1996                 |
| Klepelshagen                                 | weitere Bilder | N 38    | 14367     | Landkreis Vorpommern-Greifswald, Landkreis Mecklenburgische Seenplatte |                            | Position | 304              | 1961                 |
| Krüselinsee und Mechowseen                   | weitere Bilder | N 92    | 14384     | Landkreis Mecklenburgische Seenplatte                                  |                            | Position | 483              | 1994                 |
| Kuckssee und Lapitzer See                    |                | N 296   | 164272    | Landkreis Mecklenburgische Seenplatte                                  |                            | Position | 108              | 1995                 |
| Kulowseen                                    | weitere Bilder | N 287   | 164296    | Landkreis Mecklenburgische Seenplatte                                  |                            | Position | 201              | 1994                 |
| Landgrabenwiesen bei Werder                  | weitere Bilder | N 93    | 14379     | Landkreis Mecklenburgische Seenplatte                                  |                            | Position | 95               | 1975                 |
| Lauenhagener See                             | weitere Bilder | N 274   | 163491    | Landkreis Mecklenburgische Seenplatte, Landkreis Vorpommern-Greifswald |                            | Position | 103              | 1993                 |
| Luisenhofer Teiche                           |                | N 297   | 318755    | Landkreis Mecklenburgische Seenplatte                                  |                            | Position | 27               | 1999                 |
| Mirower Holm                                 |                | N 264   | 164628    | Landkreis Mecklenburgische Seenplatte                                  |                            | Position | 58               | 1996                 |
| Mittelsee bei Langwitz                       | weitere Bilder | N 64    | 164635    | Landkreis Mecklenburgische Seenplatte                                  |                            | Position | 16               | 1967                 |
| Mönchsee                                     |                | N 15    | 14373     | Landkreis Mecklenburgische Seenplatte                                  |                            | Position | 286              | 1940                 |
| Müritzsteilufer bei Rechlin                  |                | N 265   | 318824    | Landkreis Mecklenburgische Seenplatte                                  |                            | Position | 292              | 1999                 |
| Nonnenbachtal                                | weitere Bilder | N 37    | 164833    | Landkreis Mecklenburgische Seenplatte                                  |                            | Position | 55               | 2001                 |
| Nonnenhof                                    | weitere Bilder | N 5     | 14366     | Landkreis Mecklenburgische Seenplatte                                  |                            | Position | 1049             | 2002                 |
| Nordufer Plätlinsee                          | weitere Bilder | N 284   | 164845    | Landkreis Mecklenburgische Seenplatte                                  |                            | Position | 306              | 1994                 |
| Nordufer Plauer See                          | weitere Bilder | N 67    | 14356     | Landkreis Mecklenburgische Seenplatte, Landkreis Ludwigslust-Parchim   |                            | Position | 647              | 1996                 |
| Obere Nebelseen                              |                | N 307   | 164866    | Landkreis Mecklenburgische Seenplatte                                  |                            | Position | 497              | 2008                 |
| Ostpeene                                     | weitere Bilder | N 135   | 164967    | Landkreis Mecklenburgische Seenplatte                                  |                            | Position | 160              | 2011                 |
| Ostufer Tiefwaren – Falkenhäger Bruch        | weitere Bilder | N 139   | 164969    | Landkreis Mecklenburgische Seenplatte                                  |                            | Position | 113              | 1994                 |
| Peenetal von Salem bis Jarmen                | weitere Bilder | N 327   | 389965    | Landkreis Mecklenburgische Seenplatte, Landkreis Vorpommern-Greifswald |                            | Position | 6716             | 2009                 |
| Putzarer See                                 |                | N 69A   | 555632816 | Landkreis Vorpommern-Greifswald, Landkreis Mecklenburgische Seenplatte |                            | Position | 399              | 1967                 |
| Rosenholz und Zippelower Bachtal             |                | N 79    | 14374     | Landkreis Mecklenburgische Seenplatte                                  |                            | Position | 211              | 1967                 |
| Rothes Moor bei Wesenberg                    |                | N 95    | 14382     | Landkreis Mecklenburgische Seenplatte                                  |                            | Position | 84               | 1975                 |
| Rühlower Os                                  | weitere Bilder | N 96    | 165249    | Landkreis Mecklenburgische Seenplatte                                  |                            | Position | 24               | 1997                 |
| Sandugkensee                                 |                | N 289   | 165321    | Landkreis Mecklenburgische Seenplatte                                  |                            | Position | 67               | 1994                 |
| Schlavenkensee                               | weitere Bilder | N 268   | 378357    | Landkreis Mecklenburgische Seenplatte                                  |                            | Position | 593              | 1993                 |
| Seen- und Bruchlandschaft südlich Alt Gaarz  |                | N 200   | 165541    | Landkreis Mecklenburgische Seenplatte                                  |                            | Position | 773              | 1997                 |
| Sprockfitz                                   | weitere Bilder | N 72    | 165628    | Landkreis Mecklenburgische Seenplatte                                  |                            | Position | 27               | 1967                 |
| Stauchmoräne nördlich Remplin                | weitere Bilder | N 104   | 165647    | Landkreis Mecklenburgische Seenplatte                                  |                            | Position | 146              | 1981                 |
| Torfstiche Stuer                             |                | N 100   | 165931    | Landkreis Mecklenburgische Seenplatte                                  |                            | Position | 56               | 1999                 |
| Wallberge und Kreidescholle bei Alt Gatschow | weitere Bilder | N 17    | 166159    | Landkreis Mecklenburgische Seenplatte                                  |                            | Position | 21               | 2001                 |
| Wumm- und Twernsee                           |                | N 282   | 14390     | Landkreis Mecklenburgische Seenplatte                                  |                            | Position | 136              | 1967                 |
| Wüste und Glase                              |                | N 281   | 378358    | Landkreis Mecklenburgische Seenplatte, Landkreis Rostock               |                            | Position | 339              | 2008                 |
| Zahrensee bei Dabelow                        |                | N 97    | 166390    | Landkreis Mecklenburgische Seenplatte                                  |                            | Position | 17               | 1975                 |
| Zerrinsee bei Qualzow                        |                | N 98    | 14383     | Landkreis Mecklenburgische Seenplatte                                  |                            | Position | 34               | 1975                 |
| Ziemenbachtal                                | weitere Bilder | N 291   | 166422    | Landkreis Mecklenburgische Seenplatte                                  |                            | Position | 180              | 1994                 |

## Quelle
- Landesamt für Umwelt, Naturschutz und Geologie Mecklenburg-Vorpommern, Liste der Naturschutzgebiete (Version vom 31. Dezember 2015)
- Common Database on Designated Areas Datenbank, Version 14